# Сліпченко Сергій Олександрович
Сергій Олександрович Сліпченко (1912–1991) — український радянський дипломат. Заступник Міністра закордонних справ УРСР (1955-1965).

## Біографія
Народився в 1912 році. У 1935 році закінчив Вищу партійну школу при ЦК КП (б) України.
З 1953 року — заступник завідувача Політичним відділом МЗС Української РСР.
У 1953–1954 рр. — Завідувач Політичним відділом і член колегії МЗС УРСР.
У червні 1955 — квітні 1965 року — заступник міністра закордонних справ УРСР.
З 4 березня 1965 по 10 червня 1970 рр. — Надзвичайний і повноважний посол СРСР в Замбії.
У 1970–1972 рр. — Співробітник МЗС СРСР.
З 26 грудня 1972 по 2 квітня 1980 рр. — Надзвичайний і повноважний посол СРСР в Танзанії.
З 1980 році співробітник Інституту Африки АН СРСР.

## Сім'я
- Старший син Олександр Сліпченко — український дипломат, працював послом України в Данії, Норвегії, Швеції та Ізраїлі.[1][2]
- Молодший син Віктор Сліпченко — російський дипломат[3], консультант Центру енергетики та безпеки, член редакційної колегії журналу «Ядерний клуб». Випускник Московського державного інституту міжнародних відносин (МДІМВ). В 1968–2009 рр. — Перебував на дипломатичній роботі в Центральному апараті МЗС СРСР і Росії, а також ООН. Учасник переговорів з питань обмеження озброєнь, в тому числі за Договором про всеосяжну заборону ядерних випробувань. У 2005–2009 рр. — Експерт Комітету з нерозповсюдження ЗМЗ Ради Безпеки ООН, заснованого резолюцією 1540. Автор низки статей та публікацій, серед яких  Одна жизнь дипломата-разоруженца : (памятные записки, или записки по памяти) / В. С. Слипченко ; Совет ветеранов МИД РФ. - Москва : Memories, 2009. - 111, [1] с., [8] л. ил. ; 20 см. - 100 экз. - ISBN 978-5-903116-76-8.[4]